# Komorowo Żuławskie (przystanek kolejowy)
Komorowo Żuławskie – przystanek kolejowy w Komorowie Żuławskim, w gminie Elbląg, w województwie warmińsko-mazurskim, w Polsce.

## Ruch pasażerski
| Rok  | Wymiana pasażerska na dobę |
| ---- | -------------------------- |
| 2017 | 0-9                        |
| 2022 | 0-9                        |